# Imling
Imling – miejscowość i gmina we Francji, w regionie Grand Est, w departamencie Mozela.
Według danych na rok 1990 gminę zamieszkiwało 716 osób, a gęstość zaludnienia wynosiła 117 osób/km² (wśród 2335 gmin Lotaryngii Imling plasuje się na 477. miejscu pod względem liczby ludności, natomiast pod względem powierzchni na miejscu 913.).